# GAle GAtes et al.
|  | Dieser Artikel wurde auf der Qualitätssicherungsseite des Projekts Bildende Kunst eingetragen. Die Mitarbeiter der QS-Bildende Kunst arbeiten daran, die Qualität der Artikel aus dem Themengebiet Kunst auf ein besseres Niveau zu bringen. Bitte hilf mit, die Mängel dieses Artikels zu beheben und beteilige Dich an der Diskussion. |

GAle GAtes et al. war ein Performance- und bildender Kunst-Kollektiv mit Sitz in New York City, das von 1995 bis 2003 aktiv war.

## Geschichte
Das Unternehmen wurde gemeinsam gegründet von dem Regisseur, Designer und bildenden Künstler Michael Counts, der Performerin und Produzentin Michelle Stern sowie dem Wissenschaftler und Butoh-Performer John Oglevee.
In den ersten beiden Jahren ihres Bestehens führte GAle GAtes et al. Projekte an verschiedenen Orten in New York, Thailand und Japan durch. Dazu gehörten Aufführungen in ungenutzten Etagen von Wolkenkratzern ebenso wie Performances auf Min Tanakas „Body Weather Farm“ in Japan.
1997 zog die Gruppe in ein rund 3.700 Quadratmeter großes Lagerhaus im Stadtteil Dumbo in Brooklyn. Dort entstanden fünf großformatige Performance-Installationen sowie zahlreiche visuelle Ausstellungen und Aufführungen.

## Kunstkritik
Die New York Times beschrieb GAle GAtes et al. als „eine abenteuerliche Truppe mit einem Fuß in der Welt der postmodernen Kunst und dem anderen im Downtown-Performance-Milieu“. Dieses Gefühl lässt sich mit einem Spaziergang durch eine Galerie vergleichen, bei dem man auf überraschende Kunstwerke stößt – ähnlich wie Michael Counts als Kind durch die Galerien des Metropolitan Museum of Art wanderte. In den hektischeren Sequenzen von The Field of Mars glich die Erfahrung eher dem Erkunden der verschiedenen Räume eines Underground-Nachtclubs oder, in den Worten von Peter Marks von der New York Times, „ein bisschen wie einem zweijährigen Kind durch eine Wohnung hinterherzujagen“.
In Art in America beschrieb Douglas Davis das Publikum von The Field of Mars als „geblendet[e] Zeug*innen eines kosmischen Ereignisses“.
In PAJ: A Journal of Performance and Art vergleicht Michael Rush die Erfahrung einer Counts-Produktion mit „einem Eintauchen in einen Hypertext im Internet, bei dem er alle Klicks ausführt und die Kontrolle behält. Es ist auch wie das Durchstreifen eines Spaßhauses auf dem Jahrmarkt – nur dass die Gestalten, die aus der Dunkelheit auftauchen, nicht nur schreien, sondern obskure Texte aus der klassischen Literatur, aus Kunstkritiken, Fellini-Filmen und Dada-Stücken.“